# La Kinky Beat
La Kinky Beat és un grup procedent de Barcelona, sorgit el 2003 de la fusió de diversos projectes (Trimelón, Ovaciono Real, Radio Bemba, Afrodisian Band i Radar Bcn). Des de llavors han fet més de sis-cents concerts que els han portat per Mèxic, Colòmbia, Brasil, Dinamarca, Suècia, Hongria, Itàlia, Finlàndia, la República Txeca, Holanda, Bèlgica, Suïssa, Alemanya, el Regne Unit, França, Àustria i per tots els racons de l'Estat espanyol, més sis discos editats (un d'ells guardonat com a millor àlbum de música urbana dels Premis UFI 2011). Ha consolidat la seva carrera amb una proposta a base de rock, drum’n punk, dub i reggae.

## Discografia
- Made in Barna (2004), Kasba Music.
- RMX Made in Barna (2005) remescles, Kasba Music.
- One More Time (2006), Kasba Music.
- 04-06 (2007), Recopilatori, Kasba Music, Grabaxiones Alicia.
- Karate Beat (2008), Kasba Music.
- Massive Underground (2011), New Beats/Kasba Music.